# 1935 en dadaïsme et surréalisme
Pour l'année, voir 1935.
 Chronologie de dada et du surréalisme 
- 1931
- 1932
- 1933
- 1934
- 1935
- 1936
- 1937
- 1938
- 1939

Cet article présente les faits marquants de l'année 1935 en dadaïsme et surréalisme.

## Éphémérides

### Janvier
- 15 janvier
À Copenhague, exposition Kubisme = Surrealisme organisée par Vilhelm Bjerke-Petersen avec la présentation d'œuvres d'artistes danois et suédois aux côtés de Hans Arp, Salvador Dalí, Alberto Giacometti, Paul Klee, René Magritte, Joan Miró, Meret Oppenheim, Man Ray[1].

- Dans une lettre ouverte à Benjamin Péret, René Char l'informe de sa décision de quitter le groupe surréaliste « sans éprouver en revanche le besoin de cracher sur ce qui durant cinq années a été pour moi tout au monde. »[2]

### Février
- 14 février
Exclusion d'Alberto Giacometti rédigée par André Breton, Marcel Jean, Benjamin Péret, Yves Tanguy[3].

### Mars
- 1er mars
Après avoir échoué à associer Paul Eluard et René Crevel à sa démarche[4], Tristan Tzara, qui s'est rapproché des communistes, annonce publiquement sa démission du groupe surréaliste dans les Cahiers du Sud[5] : « Une récente tentative de quelques surréalistes de constituer un « front commun » de la poésie dans une revue parisienne, à laquelle René Char et moi avons refusé de collaborer, tentative confusionnelle que je réprouve violemment, démontre que la poésie est considérée par eux comme un but en soi, ce contre quoi, en raison même de l’affectation révolutionnaire de celle-ci, je ne saurais jamais assez m’élever. »[6]

- 27 mars
Invités par l'organisation hongroise Front gauche, André Breton et Eluard font un séjour à Prague où ils rencontrent les poètes Vítězslav Nezval, Karel Teige, et les peintres Jindřich Štyrský et Toyen. Dans une ambiance très chaleureuse, Breton prononce deux conférences[7].

- 29 mars
Breton, Situation surréaliste de l'objet, première des deux conférences : « […] exclure (relativement) l'objet extérieur comme tel et ne considérer la nature que dans son rapport avec le monde intérieur de la conscience. »[8]

### Avril
- 1er avril
André Breton, Position politique de l'art d'aujourd'hui : « Tout intellectuel digne de ce nom est possédé par l'idée que nous vivons à une époque où l'homme s'appartient moins que jamais, où il est justiciable de la totalité de ses actes, non plus devant une conscience, la sienne, mais devant la conscience collective de tous ceux qui veulent en finir avec un monstrueux système d'esclavage et de faim. »[9]

- 3 avril
L'organe du parti communiste hongrois Rude Pravo présente André Breton et Paul Eluard comme « deux poètes, les plus grands de la France contemporaine ». Dans une lettre à Gala, Eluard écrit : « Je crois que Prague est pour nous la porte de Moscou. Mais de l'avis d'ici il nous faut attendre un an. »[10]

- 11 avril
De retour de Prague, Breton fait une escale à Zurich où il prononce à nouveau son texte Situation surréaliste de l'objet[9].

- 13 avril
Le groupe belge Rupture adhère au surréalisme[11].

- 24 avril
Breton reçoit l'assurance du secrétaire de l' Association des Écrivains et Artistes Révolutionnaires (A.E.A.R.) « qu'un des surréalistes pourra s'exprimer librement » lors du Congrès international des écrivains pour la défense de la culture prévu au mois de juin[9].

- 27 avril
À l'invitation d'Oscar Dominguez, Breton, Jacqueline Lamba et Benjamin Péret embarquent pour Tenerife (Îles Canaries)[réf. nécessaire].

- Parution à Prague, du premier numéro du Bulletin international du surréalisme[12].

### Mai
- 6 mai
Première représentation des Cenci d'Antonin Artaud dans des décors de Balthus. C'est un échec, la pièce est arrêtée au bout de 17 représentations[réf. nécessaire]

- 9 mai
À Paris, conférence de René Crevel, Discours aux peintres à la Maison de la culture[13].

- 11 mai
Exposition internationale du surréalisme à Tenerife inaugurée par André Breton et Benjamin Péret[14].

- 16 mai
Conférence de Breton, L'Art et la politique à Santa Cruz de Tenerife (Canaries)[15].

- Adhésion au surréalisme du peintre Wolfgang Paalen[16].

- À Prague, le théâtre Novi Divadlo présente Le Trésor des Jésuites, drame écrit par Louis Aragon et Breton en 1928. Les décors sont de Jindrich Styrsky[9].

### Juin
- André Breton gifle en pleine rue Ilya Ehrenbourg qui avait calomnié les surréalistes dans un ouvrage. Ehrenbourg étant le délégué soviétique pour le Congrès des écrivains pour la défense de la culture, la participation de Breton est annulée[17].

- 18 ou 19 juin
Suicide de René Crevel[16].

- 25 juin
À cause, notamment, du suicide de Crevel, Paul Eluard est autorisé à lire le texte de Breton, interdit de prise de parole à cause de son altercation avec Ehrenbourg, en fin de congrès à minuit passé[16].

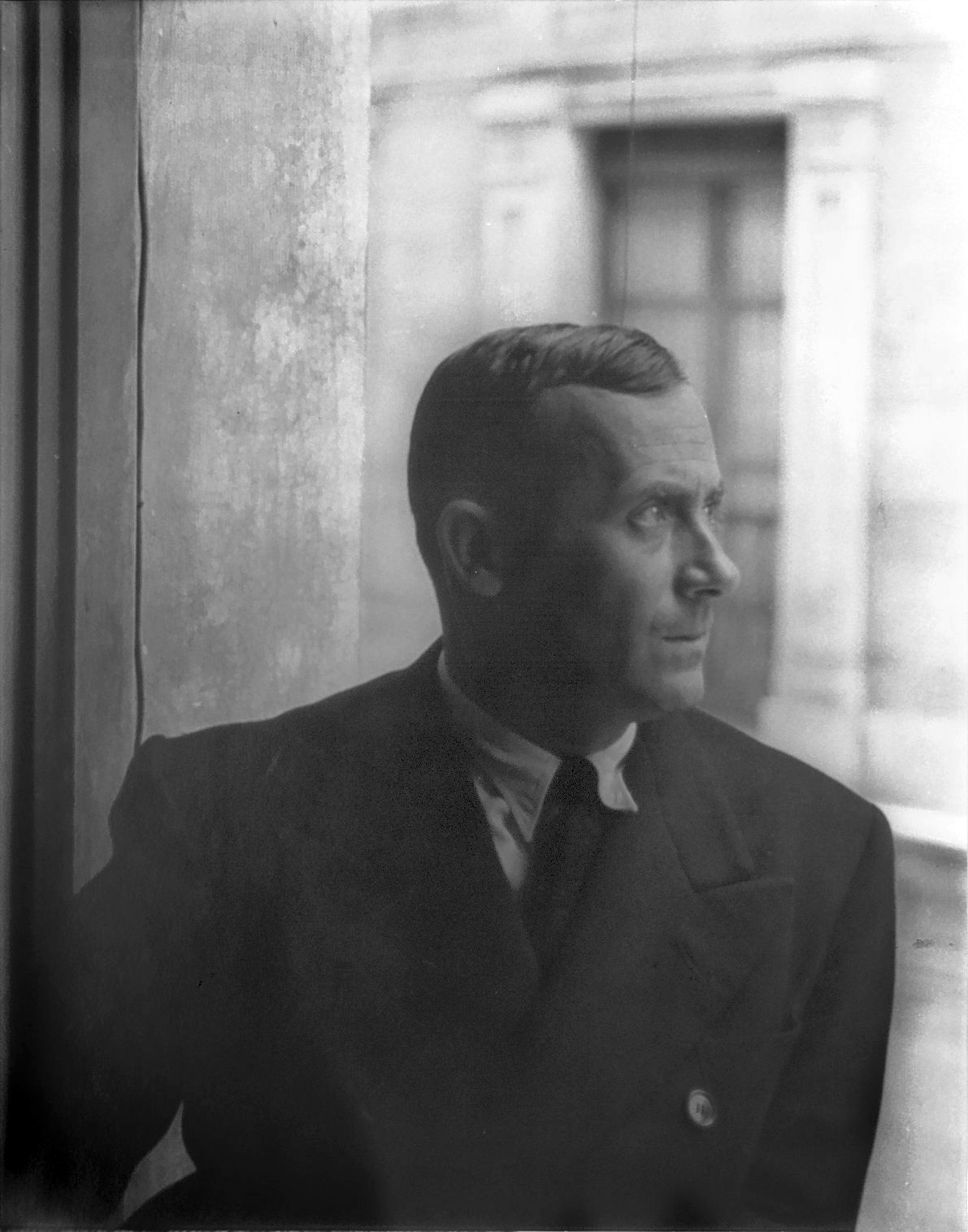
Joan Miró à Barcelone le 13 juin 1935

### Juillet
- Paul Eluard, Nuits partagées, avec deux dessins de Salvador Dalí[16]

### Août
- 20 août
À la suite du congrès, André Breton publie le tract Du temps que les surréalistes avaient raison[16] qui marque la défiance des surréalistes à l'égard de l' Association des Écrivains et des Artistes Révolutionnaires (A.E.A.R.) d'une part et le régime de l'U.R.S.S. et son chef : « ce régime tourne à la négation même de ce qu'il devrait être et de ce qu'il a été. »[18].

- Breton accepte l'invitation de Lise Deharme. Il séjourne dans sa maison de Monfort-en-Chalosse (Landes) avec Jacqueline, Nusch et Paul Eluard et Man Ray qui entreprend d'y tourner un film[19]. Bref passage d'Antonin Artaud qui se réconcilie avec Breton[20].

### Septembre
- 15 septembre
Publication à Copenhague, Oslo et Stockholm, du premier numéro de la revue Konkretion créée par Vilhelm Bjerke-Petersen[21].

### Octobre
- 7 octobre
Georges Bataille retrouve André Breton et, ensemble, ils fondent le groupe Contre-attaque qui ambitionne de regrouper des intellectuels révolutionnaires marxistes et non-marxistes et de réagir à la menace fasciste[réf. nécessaire]

- 13 octobre
Exposition surréaliste à La Louvière organisée par E. L. T. Mesens en collaboration avec le groupe de Bruxelles et les surréalistes du Hainaut[22].

- 24 octobre
Paul Eluard, Facile, avec douze photographies de Man Ray[23]

- Réconciliation Antonin Artaud / André Breton[24].

- L'Alliance française accepte la proposition d'Artaud de donner un cycle de conférences à Mexico[25].

- Rapprochement de Breton avec Boris Souvarine et réconciliation avec Georges Bataille[26].

### Novembre
- Première exposition américaine d'Yves Tanguy à la Stanley Rose Gallery d'Hollywood[27].

- André Breton, Position politique du surréalisme, essai[28]

### Cette année-là
- Tristan Tzara s'engage aux côtés du Comité de soutien pour les intellectuels espagnols[29].

- Le groupe Rupture publie le premier numéro de Mauvais temps qui suscite l'enthousiasme d'André Breton : « Il faut à tout prix que vous preniez la parole plus souvent. Il le faut d'autant plus violemment et d'une manière plus suivie que jamais que, politiquement en particulier, je crois que pour nous le moment est venu de parler très haut et de chercher à nous faire entendre de tous. »[30].

- Déclaration du groupe de Bruxelles et des surréalistes du Hainaut contre le traité franco-soviétique d'assistance mutuelle. Le Couteau dans la plaie : « Nous affirmons une fois encore, que la libération de l'esprit humain ne peut être cherchée dans d'autres voies que celle de la Révolution prolétarienne mondiale. »[22].

### Œuvres
- Image médianimique paranoïaque de Salvador Dalí.Eileen Agar
  - Quadriga, huile sur toile[31]
- Jean Arp
  - Métamorphose, sculpture[32]
- Jacques Baron

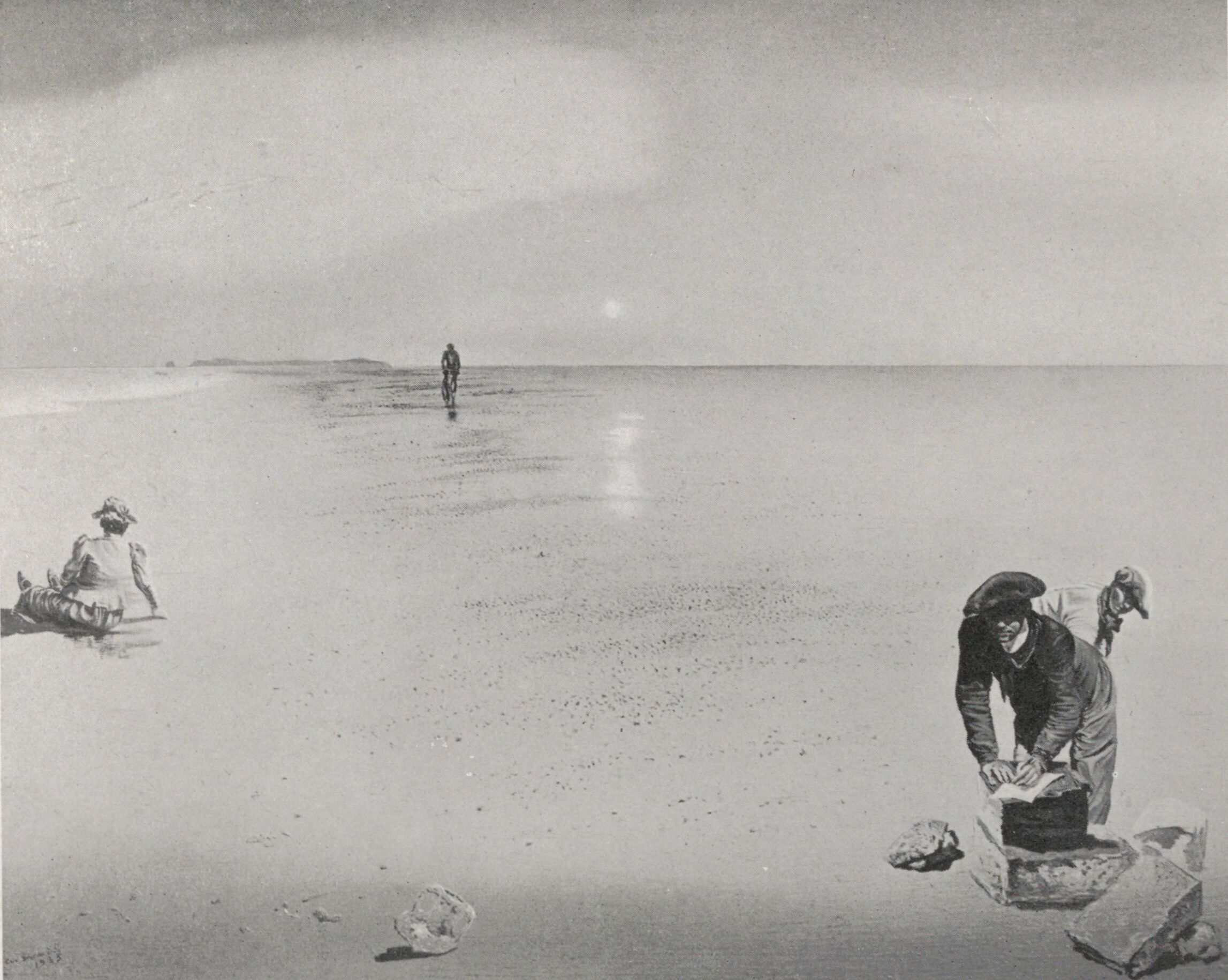
Image médianimique paranoïaque de Salvador Dalí.

  - Charbon de mer, roman poétique « rêvant l'aventure d'un Arthur qui ne se serait pas fixé au Harrar et aurait voué son existence à l'amour. »[33]
- Maurice Blanchard
  - Solidité de la chair, poèmes : « Un soleil en jaune d'œuf à qui le grand salaud ne demandera pas ses papiers, un soleil d'emmerdements, un louis quatorze édenté-fistulé, en broderie d'or, en chevelure de pucelle, paraît tous les jours et distribue ses faveurs aux nouveaux abonnés. Un fameux grabuge dans le fond des cercueils ! »[34]
- André Breton
  - Poème-Objet, objets collés sur contreplaqué[35] : « À l'intersection des lignes de forces invisibles / Trouver le chant vers quoi les arbres se font la courte échelle / L'épine du silence / Qui veut que le seigneur des navires livre au vent / Son panache de chiens bleus. »[36]
  - Position politique de l'art d'aujourd'hui, essai, Éditions du Sagittaire, achevé d'imprimer en novembre[37] : « Nous insistons sur le fait qu'aujourd'hui [la] peinture [à sujet social] ne peut puiser ses éléments que dans la représentation mentale pure [...] sans pour cela se confondre avec l'hallucination. »[38]
  - Situation surréaliste de l'objet
- Camille Bryen
  - Les Seins grecs, objet[39]
- Salvador Dalí
  - Affiche pour le cycle systématique de conférences surréalistes (projet), gouache sur papier d'emballage cordé[40]
  - La Conquête de l'irrationnel, écrit[41]
  - Réminiscence archéologique de l'Angélus de Millet, huile sur panneau[42]
- Hugh Sykes Davies
  - Petron, roman[43]
- Paul Delvaux
  - L'Incendie, huile sur toile[44]
- Óscar Domínguez
  - Extase sensibilité, tableau-objet[45]
  - Los Porrones, huile sur toile[46]
- Marcel Duchamp
  - Roto-reliefs, machine optique[47] : six disques en carton, reproduisant au recto et au verso douze dessins à base de spirale. Sur un plateau de phonographe ces disques en tournant donnent l'impression de formes en expansion, comme des fleurs s'animant et dansant[48]
- Paul Eluard
  - Facile, avec douze photographies de Man Ray
  - Nuits partagées, avec deux dessins de Salvador Dalí
- André Embirikos
  - Haut-fourneau, poèmes, écriture automatique[49]
- Max Ernst
  - Fêtes de la faim, huile sur toile[50]
  - Jardin gobe-avions, huile sur toile[51]
- Augustin Espinosa
  - Crimen, roman-poème[52]
- Rudolf Fabry
  - Mains coupées, poèmes[53]
- David Gascoyne
  - A short survey of surrealism, poèmes
- Henry Hathaway
  - Peter Ibbetson, film. Breton : « film prodigieux, triomphe de la pensée surréaliste […] la seule entreprise d’exaltation de l’amour total[54]. »
- Valentine Hugo
  - Les Surréalistes, huile sur toile[55]
  - Portraits d'André Breton, René Crevel, René Char, Paul Éluard et Tristan Tzara.
- Marcel Jean
  - Mourir pour la patrie, catalogue d'objets introuvables comme des dés sphériques[56]
- Jacqueline Lamba
  - Pour la poche, boîte surréaliste : carré de soie noire, épingles, bois, fils colorés sur carton[57]
- Marcel Lefrancq
  - L'Ennemi, tirage argentique[58]
- René Magritte
  - La Condition humaine II, huile sur toile[59]
- André Masson
  - Le Secret du labyrinthe, dessin[réf. nécessaire]
- Joan Miró
  - L'Homme et l'oiseau, gouache et aquarelle sur fusain sur papier[60]
  - La Petite fille sautant à la corde, aquarelle et gouache[61]
  - L'Objet du couchant, objet : tronc de caroubier peint, fer, corde[62]
  - Un homme, huile sur bois[63]
- Richard Oelze
  - L'Attente, huile sur toile[64]
- Valentine Penrose
  - Herbe à la lune, poèmes, préface de Paul Éluard[65]
- Benjamin Péret
  - Yves Tanguy ou l'anatife torpille les Jivaros : « Qui ne voit maintenant se dessiner la silhouette d'Yves Tanguy, entouré d'un vol de libellule ? Je vous attends, dit-il, du haut de cette grande carrière d'où s'échappent des milliers d'Horus, couleur de tranches de sodium. Et vos grands pieds ne feront que des petits os pour manger le riz des Chinois. Mais, venez vite contempler votre image future avant que les tourbillons de la trombe n'aient dispersé dans le ciel blond platine vos cœurs et vos foies dont les boutons d'or se pourlèchent déjà les babines[66]. »
- Pablo Picasso
  - La Muse, huile sur toile
- Gisèle Prassinos
  - La Sauterelle arthritique, écrits
- Man Ray
  - Jeu de cartes où les reines sont Valentine Hugo (carreau), Lise Deharme (pique)[67], Nusch Éluard (cœur) et Jacqueline Lamba (trèfle)[68]
  - Meret Oppenheim à la presse, trois photographies, tirage sur papier[69]
  - Photographie de mode surimpression, épreuve gélatino-argentique[70]
- Mary Reynolds
  - Reliure d'Ubu roi d'Alfred Jarry dessiné par Marcel Duchamp, maroquin[71]
- Max Servais
  - Bas les pattes, collage de photographies[72]
  - D'étranges constellations..., collage de photographies[73]
  - Equinoxe, collage de photographies[74]
- Jindrich Styrsky
  - Le Rêve, collage[réf. nécessaire]

- Yves Tanguy

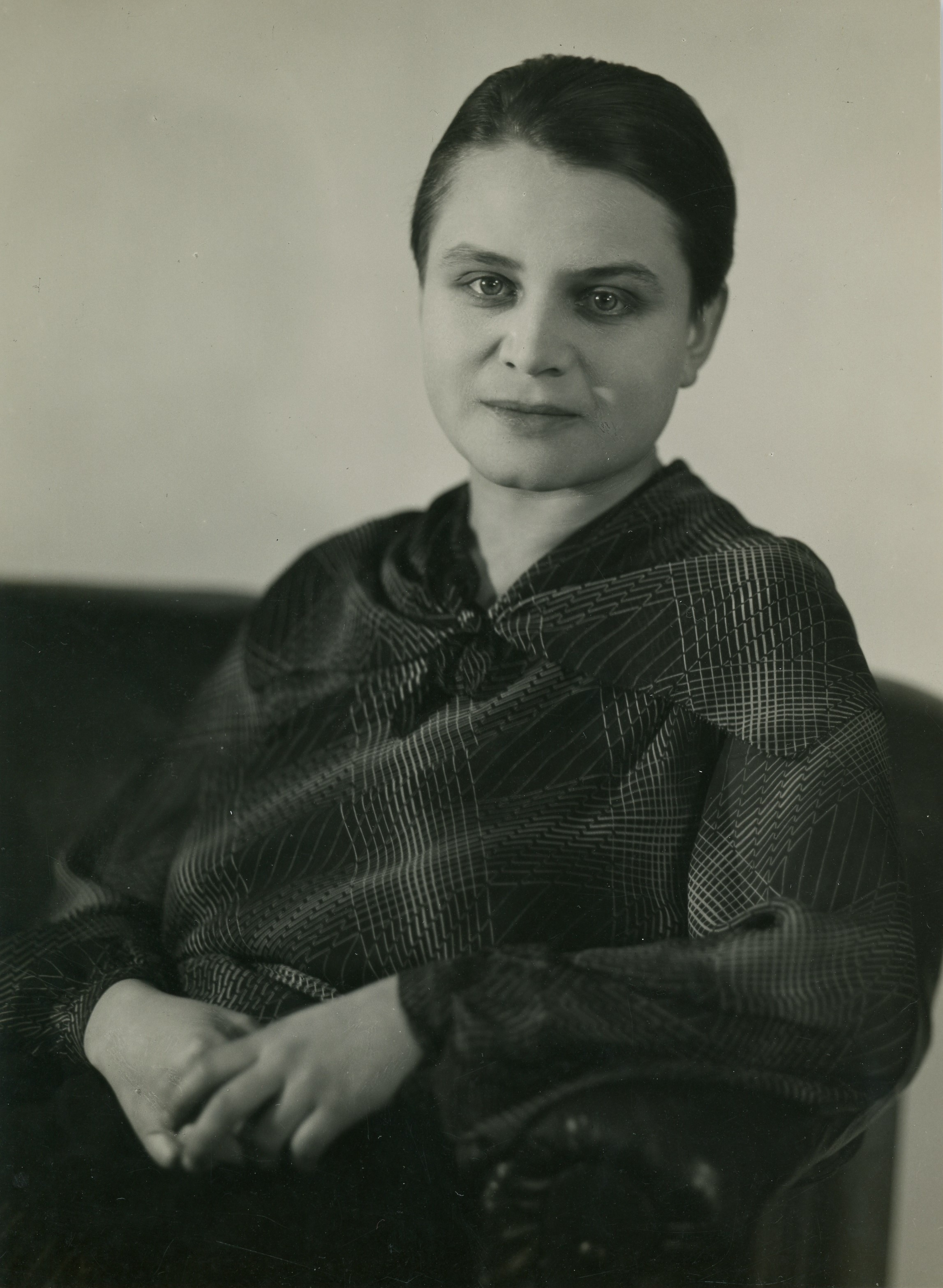
Toyen

  - Le Rendez-vous des parallèles, huile sur toile[75]
  - Tanière abandonnée, huile sur toile[réf. nécessaire]
- Tristan Tzara
  - Grains et issues, récit poétique[76]
- Raoul Ubac & René Magritte
  - L'Identité collective, photographies en relief[77]
- Gérard Vulliamy
  - La Mort de saint Sébastien, gravure[78]
- Alois Wachsman
  - Hannibal ante portas, huile sur toile[79]